# Río Genepanshea
Der Río Genepanshea, auch Quebrada Genepanshea, alternative Schreibweise: Río Cenepanshea, ist ein etwa 187 km langer rechter Nebenfluss des Río Ucayali im Osten von Peru in der Region Ucayali. 

## Flusslauf
Der Río Genepanshea entspringt im äußersten Osten des Distrikts Tahuanía in der Provinz Atalaya in einem Höhenrücken auf einer Höhe von ungefähr 380 m. Das Quellgebiet liegt im Amazonastiefland an der Wasserscheide zum weiter nördlich verlaufenden Río Sheshea. Der Río Genepanshea fließt anfangs nach Westen. Bei Flusskilometer 155 trifft der Río Shunguiao von rechts auf den Río Genepanshea. Ab Flusskilometer 133 wendet sich dieser nach Nordwesten. Der Río Genepanshea weist nun ein teils stark mäandrierendes Verhalten mit zahlreichen engen Flussschlingen auf. Ab Flusskilometer 85 fließt der Río Genepanshea für 40 Kilometer nach Westen, um sich anschließend nach Südwesten und wenig später in Richtung Westsüdwest zu wenden. 16 Kilometer oberhalb der Mündung erreicht der Río Genepanshea ein östlich des Río Ucayali gelegenes Sumpfgebiet, das von ehemaligen Altarmen des Río Ucayali durchzogen wird. Der Río Genepanshea durchquert das Gebiet in nordwestlicher Richtung und erreicht die Provinzgrenze zur weiter nördlich gelegenen Provinz Coronel Portillo und mündet auf einer Höhe von etwa 166 m in den Río Ucayali.

## Einzugsgebiet
Der Río Genepanshea entwässert ein Areal von ungefähr 1400 km². Dieses liegt im Nordosten des Distrikts Tahuanía und ist mit tropischem Regenwald bedeckt. Das Einzugsgebiet des Río Genepanshea grenzt im Norden
und im Nordosten an das des Río Sheshea, im Südosten an das Río Tahuanía sowie im Südwesten an das des Río Cumaría. Das Einzugsgebiet des Río Genepanshea ist eines von wenigen, in welchen die indigene Bevölkerung noch die Sprache Shipibo-Conibo spricht.